# Arnór Þór Gunnarsson
Arnór Þór Gunnarsson (* 23. Oktober 1987 in Akureyri) ist ein isländischer Handballtrainer und ehemaliger Handballspieler.

## Karriere
Der 1,80 Meter große und 80 Kilogramm schwere rechte Außenspieler stand ab 2012 beim Bergischen HC unter Vertrag, für den er in der 1. und 2. Bundesliga insgesamt über 1500 Tore erzielt hat. Am 1. Juni 2023 erzielte er seinen 1000. Bundesligatreffer. Zuvor spielte er bei Þór Akureyri, Valur Reykjavík und beim deutschen Zweitligisten TV Bittenfeld. Mit Valur Reykjavík gewann er 2007 die isländische Meisterschaft sowie 2008 und 2009 den isländischen Pokal.
Für die isländische Nationalmannschaft bestritt er 114 Länderspiele und erzielte dabei 332 Tore. Bei der Weltmeisterschaft 2021 führte er nach dem Ausfall von Aron Pálmarsson das Team als Kapitän an.
Nach der Saison 2022/23 beendete er seine Spielerkarriere wechselte und in das Trainerteam des Bergischen HC. Ab April 2024 bis zum Saisonende 2023/24 trainierte er gemeinsam mit Markus Pütz und Fabian Gutbrod interimsweise den Bergischen HC. Im Juni 2024 wurde vom Bergischen HC bekanntgegeben, dass die Herrenmannschaft in der Saison 2024/25 fest von Arnór Þór Gunnarsson und Markus Pütz trainiert wird.

## Sonstiges
Sein jüngerer Bruder Aron Gunnarsson spielt professionell Fußball und ist Kapitän der isländischen Nationalmannschaft.